# Nakamura Kanzaburō
Nakamura Kanzaburō est un nom japonais traditionnel ; le nom de famille (ou le nom d'école), Nakamura, précède donc le prénom (ou le nom d'artiste).
Nakamura Kanzaburō est un nom de scène porté par une succession d'acteurs kabuki de la famille Ichikawa. La plupart d'entre eux sont des parents de sang, même si certains ont été adoptés dans la famille. Kanzaburō, comme les autres noms d'acteurs, est accordé (ou abandonné) lors de grandes cérémonies de dénomination appelées shūmei au cours desquelles un certain nombre d'acteurs changent officiellement leurs noms. Le porteur du nom est également souvent le zamoto, chef de troupe et directeur de théâtre, du Nakamura-za à Edo (de nos jours Tokyo).
Il meurt d'un cancer de l'œsophage le 5 décembre 2012.

## Lignée
- Nakamura Kanzaburō I (1598 - juin 1658) - fondateur du théâtre Nakamura-za et membre d'une des plus anciennes lignées d'acteurs kabuki.
- Nakamura Kanzaburō II (1662 - août 1674)[3] - acteur, zamoto et fils de Kanzaburō I.
- Nakamura Kanzaburō III (septembre 1674 - août 1678) - acteur, zamoto et fils de Kanzaburō I.
- Nakamura Denkurō I/Nakamura Kanzaburō IV (août 1678 - décembre 1683) - acteur, zamoto et fils de Nakamura Kankurō I
- Nakamura Kanzaburō V (octobre 1684 - septembre 1701) - acteur, zamoto et fils de Kanzaburō III.
- Nakamura Kanzaburō VI (octobre 1701 - juillet 1750) - zamoto et fils de Kankurō I. Rarement paru sur scène.
- Nakamura Kanzaburō VII (août 1750 - février 1775) - zamoto et fils de Kankurō I. Rarement paru sur scène.
- Nakamura Kanzaburō VIII (septembre 1775 - novembre 1777) - acteur, zamoto et fils de Kanzaburō VI.
- Nakamura Kanzaburō IX (janvier 1778 - 29 juillet 1785) - acteur, zamoto, petit-fils de Nakamura Shichisaburō II, adopté par Kanzaburō VIII.
- Nakamura Kanzaburō X (juin 1786 - avril 1787) - zamoto, marchant et gendre de Kanzaburō VIII. Jamais paru sur scène.
- Nakamura Kanzaburō XI (avril 1787 - août 1829) - zamoto gendre de Kanzaburō VIII. Rarement paru sur scène.
- Nakamura Kanzaburō XII (novembre 1829 - mars 1850) - acteur et zamoto, fils de Kanzaburō XI. Arrêté pour falsification de documents.
- Nakamura Kanzaburō XIII (avril 1850 - 1875) - dernier zamoto du Nakamura-za. Rarement paru sur scène. Fils de Kanzaburō XII.
- Nakamura Nakazō III n'a jamais formellement porté le nom mais est compté comme le 14e dans la lignée. Acteur, gendre de Kanzaburō XII, dirige le Nakamura-za brièvement de 1875 jusqu'à sa destruction en 1876.
- Nakamura Akashi V n'a jamais formellement porté le nom mais est compté comme le 15e dans la lignée. Acteur, fils de Kanzaburō XIII et zamoto du Saruwaka-za.
- Nakamura Fujiko - n'a jamais non plus formellement porté le nom mais est comptée comme la 16e dans la lignée. Fille d'Akashi V, petite-fille de Kanzaburō XIII.
- Nakamura Kanzaburō XVII (né en 1909 ; porte le nom du mois de janvier 1950 au mois d'avril 1988) - Acteur, fils de Nakamura Karoku III. Prend part à la première tournée de kabuki en Europe occidentale et à la cérémonie d'ouverture du Théâtre national.
- Nakamura Kanzaburō XVIII (né en 1955 ; porte le nom du mois de mars 2005 au mois de décembre 2012) - Acteur, fils de Kanzaburō XVII. Plus récent porteur du nom. Apparu également dans des publicités télévisées et des comédies musicales ainsi que des comédies hors du kabuki.

## Source de la traduction
- (en) Cet article est partiellement ou en totalité issu de l’article de Wikipédia en anglais intitulé « Nakamura Kanzaburō » (voir la liste des auteurs).